# Paliepiai
Paliepiai (pol. Polepie) è un villaggio (seniūnija) del comune distrettuale di Šalčininkai (pol. Soleczniki) nella contea di Vilnius (pol. Wilno) in Lituania, con 7 abitanti, situato a 2 km a sud di Jašiūnai (pol. Jaszuny).
Prima della seconda guerra mondiale si trovava in Polonia, contea di Vilnius-Trakai (pol. Wilno-Troki), provincia di Vilnius.